# Lista de batalhas da Guerra Civil Americana
As Batalhas da Guerra Civil Americana foram travadas entre 12 de abril de 1861 e 12 a 13 de maio de 1865 em 23 estados (Alabama, Arkansas, Flórida, Geórgia, Kansas, Kentucky, Luisiana, Maryland, Mississippi, Missouri, Carolina do Norte, Pensilvânia, Carolina do Sul, Tennessee, Texas, Vermont, Virgínia e Virgínia Ocidental), o Distrito de Columbia, bem como os seguintes territórios: Território do Arizona, Território do Colorado, Território de Dakota, Território Indígena (atual Oklahoma), Território do Novo México e Território de Washington e engajamentos navais. Essas batalhas mudariam a posição e a memória histórica dos Estados Unidos. Embora as origens da guerra sejam complexas, as principais eram a questão da escravidão e as interpretações da Constituição e as regras, direitos e qualificações que ela incorporava.
Para listas de batalhas organizadas por campanha e teatro, consulte:
- Teatro Oriental da Guerra Civil Americana
- Teatro Ocidental da Guerra Civil Americana
- Teatro Trans-Mississippi da Guerra Civil Americana
- Teatro da Margem Inferior da Guerra Civil Americana
- Teatro da Costa do Pacífico da Guerra Civil Americana
- Categoria:Batalhas da Guerra Civil Americana

Algumas batalhas têm mais de um nome; por exemplo, as batalhas conhecidas no Norte como a Batalha de Antietam e a Segunda Batalha de Bull Run foram referidas como Batalha de Sharpsburg e Batalha de Manassas, respectivamente, pelo Sul. Isso ocorreu porque o Norte tendia a nomear batalhas após pontos de referência (geralmente rios ou massas de água), enquanto o Sul batizava batalhas pelas cidades próximas.

## Batalhas classificadas pelo CWSAC
O American Battlefield Protection Program (ABPP) foi estabelecido dentro do Serviço Nacional de Parques dos Estados Unidos para classificar o status de preservação das terras históricas de campos de batalha. Em 1993, a Civil War Sites Advisory Commission (CWSAC) relatou ao Congresso e à ABPP sua extensa análise de batalhas e campos de batalha significativos. Das estimadas 8.000 ocasiões em que ocorreram hostilidades na Guerra Civil Americana, esta tabela e artigos relacionados descrevem as 384 batalhas que foram classificadas no Relatório da CWSAC Report on the Nation's Civil War Battlefields. Além do status de preservação de terras nos campos de batalha (não incluído nesta tabela), o CWSAC classificou o significado militar das batalhas em quatro classes, como segue:
| Classe A – Decisivo: Um engajamento geral envolvendo exércitos de campo em que um comandante alcançou um objetivo estratégico vital. Tal resultado pode incluir uma vitória indiscutível no campo ou limitar-se ao sucesso ou término de uma campanha ofensiva. Batalhas decisivas tiveram um impacto direto e observável na direção, duração, conduta ou resultado da guerra. |
| Classe B – Principal: Um engajamento de magnitude envolvendo exércitos de campo ou divisões dos exércitos em que um comandante alcançou um importante objetivo estratégico dentro do contexto de uma campanha ofensiva em andamento. Principais batalhas tiveram um impacto direto e observável na direção, duração, conduta ou resultado da campanha.                         |
| Classe C – Formativa: Um engajamento envolvendo divisões ou destacamentos dos exércitos de campo em que um comandante realizou um objetivo de campanha limitado de reconhecimento, interrupção, defesa ou ocupação. Batalhas formativas tiveram uma influência observável na direção, duração ou conduta da campanha.                                                          |
| Classe D – Limitado: Um engajamento, tipicamente envolvendo destacamentos dos exércitos de campo, nos quais um comandante alcançava um objetivo tático limitado de reconhecimento, defesa ou ocupação. Batalhas limitadas mantinham contato entre os combatentes sem influência observável na direção da campanha.                                                             |
| Batalha                                                                | Data                                          | Estado                                                | Classe CWSAC | Resultado |
| ---------------------------------------------------------------------- | --------------------------------------------- | ----------------------------------------------------- | ------------ | --- |
| Batalha de Fort Sumter                                                 | 12 a 14 de abril de 1861                      | Carolina do Sul                                       | A            | Vitória Confederada: P. G. T. Beauregard toma o Forte Federal de Charleston na primeira batalha da Guerra Civil Americana. |
| Batalha de Sewell's Point                                              | 18 a 19 de maio de 1861                       | Virgínia                                              | D            | Inconclusivo: as canhoneiras da União lutaram em uma batalha inconclusiva contra a artilharia Confederada. |
| Batalha de Aquia Creek                                                 | 29 de maio a 1 de junho de 1861               | Virgínia                                              | D            | Inconclusivo: Artilharia Confederada atingida por um bombardeio naval, posteriormente recuou. |
| Batalha de Philippi                                                    | 3 de junho de 1861                            | Virgínia Ocidental (Virgínia naquele tempo)           | D            | Vitória da União: forças da União derrotam um pequeno destacamento Confederado na Virgínia Ocidental. |
| Batalha de Big Bethel                                                  | 10 de junho de 1861                           | Virgínia                                              | C            | Vitória Confederada: ataque da União às posições dos Confederados perto de uma igreja é repelida. |
| Batalha de Boonville                                                   | 17 de junho de 1861                           | Missouri                                              | C            | Vitória da União: as forças da União derrotam a Guarda Estadual do Missouri, pró-Confederado. |
| Batalha de Hoke's Run                                                  | 2 de julho de 1861                            | Virgínia Ocidental (Virgínia naquele tempo)           | D            | Vitória da União: Robert Patterson derrota os Confederados de Jackson, mas não consegue capitalizar sua vitória. |
| Batalha de Carthage                                                    | 5 de julho de 1861                            | Missouri                                              | C            | Vitória Confederada: vitória Confederada no Missouri durante a Guerra Civil Americana. |
| Batalha de Rich Mountain                                               | 11 de julho de 1861                           | Virgínia Ocidental (Virgínia naquele tempo)           | B            | Vitória da União: as forças Confederadas sob o comando do general Robert S. Garnett se dividiram no meio da batalha pelas forças da União sob o comando do major-general George B. McClellan. Uma metade se rende; a outra escapa. |
| Batalha de Blackburn's Ford                                            | 18 de julho de 1861                           | Virgínia                                              | C            | Vitória Confederada: a força de reconhecimento de Irvin McDowell foi derrotada em Manassas. |
| Primeira Batalha de Bull Run (ou Manassas)                             | 21 de julho de 1861                           | Virgínia                                              | A            | Vitória Confederada: McDowell derrotado por Joseph E. Johnston, Beauregard; Jackson recebeu o apelido "Stonewall". |
| Batalha de Wilson's Creek (ou Oak Hills)                               | 10 de agosto de 1861                          | Missouri                                              | A            | Vitória Confederada: As forças da União sob Nathaniel Lyon e Samuel D. Sturgis derrotados pelos Confederados sob Sterling Price e Benjamin McCulloch. Lyon é morto. Primeira grande batalha a oeste do Mississippi. |
| Batalha de Kessler's Cross Lanes                                       | 26 de agosto de 1861                          | Virgínia Ocidental (Virgínia naquele tempo)           | D            | Vitória Confederada: Confederados sob John B. Floyd surpreendem e derrotam as forças da União sob Erastus B. Tyler. |
| Batalha de Hatteras Inlet Batteries                                    | 28 a 29 de agosto de 1861                     | Carolina do Norte                                     | C            | Vitória da União: As forças da União capturam dois fortes da Carolina do Norte. |
| Batalha de Dry Wood Creek                                              | 2 de setembro de 1861                         | Missouri                                              | D            | Vitória Confederada: Cavalaria da União do Kansas derrotada pela Guarda Estadual do Missouri. |
| Batalha de Carnifex Ferry                                              | 10 de setembro de 1861                        | Virgínia Ocidental (Virgínia naquele tempo)           | B            | Vitória da União: Os confederados recuaram à noite após várias horas de combate. |
| Batalha de Cheat Mountain                                              | 12 a 15 de setembro de 1861                   | Virgínia Ocidental (Virgínia naquele tempo)           | B            | Vitória da União: 300 homens da União suportam ataques Confederados não coordenados. |
| Primeira Batalha de Lexington                                          | 13 a 20 de setembro de 1861                   | Missouri                                              | C            | Vitória Confederada: Forças da União derrotadas pela Guarda Estadual do Missouri. |
| Batalha de Liberty                                                     | 17 de setembro de 1861                        | Missouri                                              | D            | Vitória Confederada: Pequena vitória da Guarda Estadual do Missouri. |
| Batalha de Barbourville                                                | 19 de setembro de 1861                        | Kentucky                                              | D            | Vitória Confederada: Felix Zollicoffer invadiu um campo de recrutamento da União e trouxeram um contra-ataque. |
| Batalha de Greenbrier River                                            | 3 de outubro de 1861                          | Virgínia Ocidental (Virgínia naquele tempo)           | D            | Inconclusivo: Confederados recuaram após uma batalha inconclusiva. |
| Batalha de Santa Rosa Island                                           | 9 de outubro de 1861                          | Flórida                                               | C            | Vitória da União: As forças da união repelem uma tentativa Confederada de capturar a ilha. |
| Batalha de Camp Wildcat                                                | 21 de outubro de 1861                         | Kentucky                                              | C            | Vitória da União: Confederados perseguidos pelo Cumberland Gap. |
| Batalha de Fredericktown                                               | 21 de outubro de 1861                         | Missouri                                              | D            | Vitória da União: Guarda Estadual do Missouri derrotada. |
| Batalha de Ball's Bluff (ou Leesburg)                                  | 21 de outubro de 1861                         | Virgínia                                              | B            | Vitória Confederada: 550 soldados da União capturados. |
| Primeira Batalha de Springfield                                        | 25 de outubro de 1861                         | Missouri                                              | D            | Vitória da União: As forças da União capturam a cidade. |
| Batalha de Belmont                                                     | 7 de novembro de 1861                         | Missouri                                              | C            | Inconclusivo: Ulysses S. Grant captura e destrói suprimentos confederados perto de Cairo, Illinois. |
| Expedição Big Sandy                                                    | 8 de novembro de 1861                         | Kentucky                                              | D            | Vitória da União: |
| Batalha de Round Mountain                                              | 19 de novembro de 1861                        | Oklahoma (Território Indígena naquele tempo)          | D            | Vitória Confederada: Os Creek, Seminoles e os Opothleyahola são derrotados perto da atual cidade de Stillwater, Oklahoma. |
| Batalha de Chusto-Talasah                                              | 9 de dezembro de 1861                         | Oklahoma (Território Indígena naquele tempo)          | D            | Vitória Confederada: Opothleyahola derrotados perto da atual cidade de Tulsa, Oklahoma. |
| Batalha de Camp Allegheny                                              | 13 de dezembro de 1861                        | Virgínia Ocidental (Virgínia naquele tempo)           | C            | Inconclusivo: Confederados resistiram ao ataque da União. |
| Batalha de Rowlett's Station                                           | 17 de dezembro de 1861                        | Kentucky                                              | D            | Inconclusivo: Os soldados da União mantêm a área, mas não lançam um contra-ataques. Confederados e os Texas Rangers recuam. |
| Batalha de Dranesville                                                 | 20 de dezembro de 1861                        | Virgínia                                              | C            | Vitória da União: Forças da União são derrotas pelos Confederados sob J. E. B. Stuart. |
| Batalha de Chustenahlah                                                | 26 de dezembro de 1861                        | Oklahoma (Território Indígena naquele tempo)          | B            | Vitória Confederada: Opothleyahola derrotados, recuam para o Kansas. |
| Batalha de Mount Zion Church                                           | 28 de dezembro de 1861                        | Missouri                                              | D            | Vitória da União: Vitória da União no nordeste do Missouri. |
| Batalha de Cockpit Point                                               | 3 de janeiro de 1862                          | Virgínia                                              | C            | Inconclusivo: Batalha inconclusiva da Guerra Civil na Virgínia. |
| Batalha de Hancock                                                     | 5 a 6 de janeiro de 1862                      | Maryland                                              | D            | Inconclusivo: Ataque Confederado mal sucedido. |
| Batalha de Roan's Tan Yard                                             | 8 de janeiro de 1862                          | Missouri                                              | D            | Vitória da União: Confederados derrotados. |
| Batalha de Middle Creek                                                | 10 de janeiro de 1862                         | Kentucky                                              | C            | Vitória da União: As forças da União sob James A. Garfield derrotam os Confederados sob Humphrey Marshall. |
| Batalha de Mill Springs                                                | 19 de janeiro de 1862                         | Kentucky                                              | B            | Vitória da União: Felix Zollicoffer é morto. |
| Batalha de Fort Henry                                                  | 6 de fevereiro de 1862                        | Tennessee                                             | B            | Vitória da União: Ulysses S. Grant e as canhoneiras de Andrew Hull Foote ganham o controle do rio Tennessee ao derrotar Lloyd Tilghman. |
| Batalha de Roanoke Island                                              | 7 a 8 de fevereiro de 1862                    | Carolina do Norte                                     | B            | Vitória da União: As forças da União sob Ambrose Burnside capturam a ilha de Henry A. Wise. |
| Batalha de Fort Donelson                                               | 11 a 16 de fevereiro de 1862                  | Tennessee                                             | A            | Vitória da União: Exército Confederado sob Simon Bolivar Buckner se rende a Ulysses S. Grant, União ganha controle do rio Cumberland. |
| Batalha de Valverde                                                    | 20 a 21 de fevereiro de 1862                  | Novo México (Território do Novo México naquele tempo) | B            | Vitória Confederada: Forças da União encaminhadas para o Território do Novo México. |
| Batalha de Island Number Ten (ou New Madrid)                           | 28 de fevereiro a 8 de abril de 1862          | Missouri                                              | A            | Vitória da União: Vitória da União de John Pope sobre John P. McCown. |
| Batalha de Pea Ridge (ou Elkhorn Tavern)                               | 6 a 8 de março de 1862                        | Arkansas                                              | A            | Vitória da União: Vitória da União de Samuel Ryan Curtis sobre Earl Van Dorn garantiu o controle contínuo da União sobre o Missouri. |
| Batalha de Hampton Roads                                               | 8 a 9 de março de 1862                        | Virgínia                                              | B            | Inconclusivo: USS Monitor combate contra o CSS Virginia, a batalha termina em um empate. |
| Batalha de New Bern                                                    | 14 de março de 1862                           | Carolina do Norte                                     | B            | Vitória da União: Tropas da União desembarcam de navios e capturam a cidade. |
| Primeira Batalha de Kernstown                                          | 23 de março de 1862                           | Virgínia                                              | B            | Vitória da União: Forças da União derrotam os Confederados sob "Stonewall" Jackson. |
| Cerco de Fort Macon                                                    | 23 de março a 26 de abril de 1862             | Carolina do Norte                                     | C            | Vitória da União: O forte Confederado se rende após o bombardeio de artilharia da União. |
| Batalha de Glorieta Pass                                               | 26 a 28 de março de 1862                      | Novo México (Território do Novo México naquele tempo) | A            | Vitória tática Confederada. Vitória estratégica da União. Apelidado de "Gettysburg do Ocidente". |
| Cerco de Yorktown                                                      | 5 de abril a 4 de maio de 1862                | Virgínia                                              | B            | Inconclusivo: Tropas da União ganham escaramuças no local da batalha decisiva da Guerra Revolucionária. |
| Batalha de Shiloh (ou Pittsburg Landing)                               | 6 a 7 de abril de 1862                        | Tennessee                                             | A            | Vitória da União: Ulysses S. Grant e reforços sob Don Carlos Buell repelem Albert Sidney Johnston e P. G. T. Beauregard, mas a União perdeu mais homens. |
| Cerco de Fort Pulaski                                                  | 10 a 11 de abril de 1862                      | Geórgia                                               | B            | Vitória da União: O Bloqueio da União fecha Savannah, Geórgia. |
| Batalha de Forts Jackson e St. Philip                                  | 18 a 28 de abril de 1862                      | Luisiana                                              | A            | Vitória da União: Decisiva batalha pela posse de Nova Orleães. |
| Batalha de South Mills                                                 | 19 de abril de 1862                           | Carolina do Norte                                     | D            | Inconclusivo: Confederados frustram tentativa de destruir um canal. |
| Captura de Nova Orleães                                                | 25 de abril a 1 de maio de 1862               | Luisiana                                              | B            | Vitória da União: Forças da União capturam a cidade. |
| Cerco de Corinth                                                       | 29 de abril a 30 de maio de 1862              | Mississippi                                           | A            | Vitória da União: Forças da União capturam a cidade, Beauregard engana a União para escapar para Tupelo, Mississippi. |
| Batalha de Williamsburg                                                | 5 de maio de 1862                             | Virgínia                                              | B            | Inconclusivo: George B. McClellan e James Longstreet se enfrentam em uma batalha inconclusiva. |
| Batalha de Eltham's Landing                                            | 7 de maio de 1862                             | Virgínia                                              | D            | Inconclusivo: |
| Batalha de McDowell                                                    | 8 de maio de 1862                             | Virgínia                                              | C            | Vitória Confederada: Os Confederados de "Stonewall" Jackson derrotam as forças da União. |
| Batalha de Drewry's Bluff                                              | 15 de maio de 1862                            | Virgínia                                              | B            | Vitória Confederada: Ataque naval da União repelido pela artilharia Confederada. |
| Batalha de Princeton Court House                                       | 15 a 17 de maio de 1862                       | Virgínia Ocidental (Virgínia naquele tempo)           | C            | Vitória Confederada: |
| Batalha de Front Royal                                                 | 23 de maio de 1862                            | Virgínia                                              | C            | Vitória Confederada: "Stonewall" Jackson ameaça a retaguarda da União, obrigando o recuo. |
| Primeira Batalha de Winchester                                         | 25 de maio de 1862                            | Virgínia                                              | A            | Vitória Confederada: "Stonewall" Jackson derrota Nathaniel P. Banks. |
| Batalha de Hanover Court House                                         | 27 de maio de 1862                            | Virgínia                                              | C            | Vitória da União: |
| Batalha de Seven Pines                                                 | 31 de maio a 1 de junho de 1862               | Virgínia                                              | B            | Inconclusivo: Joseph E. Johnston ataca forças da União, feridas... |
| Batalha de Tranter's Creek                                             | 5 de junho de 1862                            | Carolina do Norte                                     | D            | Vitória da União: As forças Confederadas recuam após a morte do coronel George B. Singletary. |
| Primeira Batalha de Memphis                                            | 6 de junho de 1862                            | Tennessee                                             | B            | Vitória da União: As forças da União capturam a cidade. |
| Primeira Batalha de Chattanooga                                        | 7 a 8 de junho de 1862                        | Tennessee                                             | D            | Vitória da União: As forças da União bombardeiam a cidade. |
| Batalha de Cross Keys                                                  | 8 de junho de 1862                            | Virgínia                                              | B            | Vitória Confederada: John C. Fremont derrotado pelas forças de "Stonewall" Jackson. |
| Batalha de Port Republic                                               | 9 de junho de 1862                            | Virgínia                                              | B            | Vitória Confederada: Vitória cara para "Stonewall" Jackson. |
| Batalha de Secessionville                                              | 16 de junho de 1862                           | Carolina do Sul                                       | B            | Vitória Confederada: União repelida, o comandante da União foi posteriormente julgado por desobedecer ordens. |
| Batalha de Saint Charles                                               | 17 de junho de 1862                           | Arkansas                                              | C            | Vitória da União: O USS Mound City é atingido por uma arma Confederada e explode. |
| Batalha de Simmon's Bluff                                              | 21 de junho de 1862                           | Carolina do Sul                                       | D            | Vitória da União: |
| Batalha de Oak Grove                                                   | 25 de junho de 1862                           | Virgínia                                              | D            | Inconclusivo: (Batalha dos Sete Dias) Batalha indecisa entre George B. McClellan e Robert E. Lee. |
| Batalha de Beaver Dam Creek (ou Mechanicsville)                        | 26 de junho de 1862                           | Virgínia                                              | B            | Vitória da União: (Sete Dias) Robert E. Lee é derrotado. |
| Batalha de Gaines's Mill (ou Chickahominy River)                       | 27 de junho de 1862                           | Virgínia                                              | A            | Vitória Confederada: (Sete Dias) Robert E. Lee derrota George B. McClellan. |
| Batalha de Garnett's & Golding's Farm                                  | 27 a 28 de junho de 1862                      | Virgínia                                              | D            | Inconclusivo: (Sete Dias) Batalha inconclusiva entre Robert E. Lee e George B. McClellan. |
| Batalha de Savage's Station                                            | 29 de junho de 1862                           | Virgínia                                              | C            | Inconclusivo: (Sete Dias) forças da União recuam. |
| Batalha de Tampa                                                       | 30 de junho a 1 de julho de 1862              | Flórida                                               | D            | Vitória Confederada: Ataques de canhão da União, mas depois recuam. |
| Batalha de Glendale                                                    | 30 de junho de 1862                           | Virgínia                                              | B            | Inconclusivo: |
| Batalha de White Oak Swamp                                             | 30 de junho de 1862                           | Virgínia                                              | C            | Inconclusivo: Duelo de artilharia inconclusivo. |
| Batalha de Malvern Hill                                                | 1 de julho de 1862                            | Virgínia                                              | A            | Vitória da União: (Sete Dias) George B. McClellan derrota Robert E. Lee, mas recua após a batalha. |
| Batalha de Cotton Plant (ou Hill's Plantation)                         | 7 de julho de 1862                            | Arkansas                                              | D            | Vitória da União: |
| Primeira Batalha de Murfreesboro                                       | 13 de julho de 1862                           | Tennessee                                             | C            | Vitória Confederada: |
| Batalha de Baton Rouge                                                 | 5 de agosto de 1862                           | Luisiana                                              | B            | Vitória da União: Forças da União repelem tentativa de recapturar Baton Rouge, Luisiana. |
| Batalha de Kirksville                                                  | 6 a 9 de agosto de 1862                       | Missouri                                              | D            | Vitória da União: Forças da União capturam a cidade. |
| Primeira Batalha de Donaldsonville                                     | 9 de agosto de 1862                           | Luisiana                                              | D            | Vitória da União: |
| Batalha de Cedar Mountain                                              | 9 de agosto de 1862                           | Virgínia                                              | B            | Vitória Confederada: Forças da União repelidas pelo contra-ataque Confederado. |
| Primeira Batalha de Independence                                       | 11 de agosto de 1862                          | Missouri                                              | D            | Vitória Confederada: Vitória Confederada perto de Kansas City, Missouri. |
| Batalha de Lone Jack                                                   | 15 a 16 de agosto de 1862                     | Missouri                                              | D            | Vitória Confederada: Vitória Confederada, comandante da União morto. Rebeldes forçados a se retirar após a batalha. |
| Batalha de Fort Ridgely                                                | 21 a 22 de agosto de 1862                     | Minnesota                                             | C            | * Guerra de Dakota de 1862: Falha no ataque de Santee Sioux ao forte controlado pela União. |
| Primeira Batalha de Rappahannock Station                               | 22 a 25 de agosto de 1862                     | Virgínia                                              | D            | Inconclusivo: Suprimentos da União destruídos durante a escaramuça. |
| Batalha de Manassas Station                                            | 25 a 27 de agosto de 1862                     | Virgínia                                              | B            | Vitória Confederada: |
| Segunda Batalha de Bull Run (ou Manassas)                              | 28 a 30 de agosto de 1862                     | Virgínia                                              | A            | Vitória Confederada: Robert E. Lee derrota o exército do John Pope na Virgínia |
| Batalha de Thoroughfare Gap                                            | 28 de agosto de 1862                          | Virgínia                                              | C            | Vitória Confederada: James Longstreet derrota a pequena força da União para chegar ao campo de batalha de Manassas. |
| Batalha de Richmond (Kentucky)                                         | 30 de agosto de 1862                          | Kentucky                                              | B            | Vitória Confederada: Edmund Kirby Smith derruba o exército da União sob o general-de-brigada William "Bull" Nelson. |
| Batalha de Chantilly (ou Ox Hill)                                      | 1 de setembro de 1862                         | Virgínia                                              | B            | Inconclusivo: As forças da União estão quase foram cortadas, Isaac Stevens e Philip Kearny são mortos. |
| Batalha de Harpers Ferry                                               | 12 a 15 de setembro de 1862                   | Virgínia Ocidental (Virgínia naquele tempo)           | B            | Vitória Confederada: "Stonewall" Jackson captura a guarnição da União sob Dixon S. Miles |
| Batalha de Munfordville                                                | 14 a 17 de setembro de 1862                   | Kentucky                                              | B            | Vitória Confederada: Rendição da força da União. |
| Batalha de South Mountain (ou Boonsboro)                               | 14 de setembro de 1862                        | Maryland                                              | B            | Vitória da União: George B. McClellan derrota Robert E. Lee. |
| Batalha de Antietam (ou Sharpsburg)                                    | 17 de setembro de 1862                        | Maryland                                              | A            | Taticamente inconclusivo; vitória estratégica da União: George B. McClellan termina a primeira invasão de Robert E. Lee no Norte, o dia mais sangrento da guerra. |
| Batalha de Shepherdstown                                               | 19 a 20 de setembro de 1862                   | Virgínia Ocidental (Virgínia naquele tempo)           | C            | Vitória Confederada: As brigadas Confederadas contra-atacam e derrotam as brigadas da União. |
| Batalha de Iuka                                                        | 19 de setembro de 1862                        | Mississippi                                           | C            | Vitória da União: William Rosecrans é vitorioso sobre Sterling Price. |
| Batalha de Wood Lake                                                   | 23 de setembro de 1862                        | Minnesota                                             | C            | * Guerra de Dakota de 1862: Derrota esmagadora das forças de Santee Sioux durante a Guerra de Dakota de 1862. |
| Primeira Batalha de Sabine Pass                                        | 24 de setembro de 1862                        | Texas                                                 | C            | Vitória da União: |
| Primeira Batalha de Newtonia                                           | 30 de setembro de 1862                        | Missouri                                              | C            | Vitória Confederada: As forças da União entram em pânico sob bombardeio da artilharia Confederada. |
| Batalha de St. Johns Bluff                                             | 1 a 3 de outubro de 1862                      | Flórida                                               | D            | Vitória da União: |
| Segunda Batalha de Corinth (Batalha de Corinth)                        | 3 a 4 de outubro de 1862                      | Mississippi                                           | B            | Vitória da União: Ataque Confederado falha. |
| Batalha de Galveston Harbor (Primeira Batalha de Galveston)            | 4 de outubro de 1862                          | Texas                                                 | D            | Vitória da União: |
| Batalha de Hatchie's Bridge                                            | 5 de outubro de 1862                          | Tennessee                                             | C            | Inconclusivo: A força Confederada sob Earl Van Dorn escapa pelo rio. |
| Batalha de Perryville (ou Chaplin Hills)                               | 8 de outubro de 1862                          | Kentucky                                              | A            | Inconclusivo: Batalha tática inconclusiva que terminou a Campanha de Bragg no Kentucky. |
| Batalha de Old Fort Wayne                                              | 22 de outubro de 1862                         | Oklahoma (Território Indígena naquele tempo)          | D            | Vitória da União: |
| Batalha de Georgia Landing                                             | 27 de outubro de 1862                         | Luisiana                                              | C            | Vitória da União: |
| Batalha de Clark's Mill                                                | 7 de novembro de 1862                         | Missouri                                              | D            | Vitória Confederada: A força da União se rende a uma força Confederada maior. |
| Batalha de Cane Hill                                                   | 28 de novembro de 1862                        | Arkansas                                              | C            | Vitória Confederada: Pequenas forças Confederadas atrasam a União, enquanto forças maiores escapam. |
| Batalha de Prairie Grove                                               | 7 de dezembro de 1862                         | Arkansas                                              | B            | Vitória da União: A União assegura o Noroeste do Arkansas. |
| Batalha de Hartsville                                                  | 7 de dezembro de 1862                         | Tennessee                                             | C            | Vitória Confederada: Disfarçados em uniformes da União, os Confederados se infiltram e derrotam as forças da União. |
| Batalha de Fredericksburg                                              | 13 de dezembro de 1862                        | Virgínia                                              | A            | Vitória Confederada: Robert E. Lee derrota repetidos ataques frontais de Ambrose Burnside. |
| Batalha de Kinston                                                     | 14 de dezembro de 1862                        | Carolina do Norte                                     | D            | Vitória da União: As forças da União sob John G. Foster derrotam os Confederados sob Nathan George Evans. |
| Batalha de White Hall                                                  | 16 de dezembro de 1862                        | Carolina do Norte                                     | D            | Inconclusivo: John G. Foster luta batalha inconclusiva com Beverly Robertson. |
| Batalha de Goldsboro Bridge                                            | 17 de dezembro de 1862                        | Carolina do Norte                                     | C            | Vitória da União: John G. Foster derrota os Confederados e destrói a ponte. |
| Batalha de Jackson (Tennessee)                                         | 19 de dezembro de 1862                        | Tennessee                                             | D            | Vitória da União: Finta Confederada para distrair as forças da União. |
| Batalha de Chickasaw Bayou                                             | 26 a 29 de dezembro de 1862                   | Mississippi                                           | B            | Vitória Confederada: (Campanha de Vicksburg) John C. Pemberton derrota William Tecumseh Sherman; O ataque da União ao flanco direito dos Confederados foi frustrado. |
| Batalha de Parker's Cross Roads                                        | 31 de dezembro de 1862                        | Tennessee                                             | C            | Vitória Confederada: Os Confederados repelem o ataque duplo da União. |
| Batalha de Stones River (Segunda Batalha de Murfreesboro)              | 31 de dezembro de 1862 a 2 de janeiro de 1863 | Tennessee                                             | A            | Vitória da União: Braxton Bragg forçado a se retirar depois de perder 11.739 homens. |
| Batalha de Galveston (Segunda Batalha de Galveston)                    | 1 de janeiro de 1863                          | Texas                                                 | B            | Vitória Confederada: John B. Magruder expulsa as tropas da União de Galveston, Texas. |
| Segunda Batalha de Springfield                                         | 8 de janeiro de 1863                          | Missouri                                              | D            | Vitória da União: Os Confederados entram na cidade, mas não conseguem tomar o forte nas proximidades. |
| Batalha de Arkansas Post (ou Fort Hindman)                             | 9 de janeiro de 1863                          | Arkansas                                              | C            | Vitória da União: Parte da Campanha de Vicksburg, lutam pelo controle da foz do rio Arkansas. |
| Batalha de Hartville                                                   | 9 a 11 de janeiro de 1863                     | Missouri                                              | D            | Vitória Confederada: Confederados são vitoriosos, mas incapazes de continuar atacando. |
| Massacre de Bear River                                                 | 29 de janeiro de 1863                         | Idaho (Território de Washington naquele tempo)        | C            | Guerras indígenas nos Estados Unidos: Forças Shoshone massacradas por tropas da União. |
| Batalha de Dover                                                       | 3 de fevereiro de 1863                        | Tennessee                                             | D            | Vitória da União: Falha no ataque Confederado à cidade. |
| Batalha de Fort McAllister                                             | 5 de março de 1863                            | Geórgia                                               | C            | Vitória Confederada: |
| Batalha de Thompson's Station                                          | 5 de março de 1863                            | Tennessee                                             | C            | Vitória Confederada: |
| Battle of Fort Anderson                                                | 13 a 15 de março de 1863                      | Carolina do Norte                                     | D            | Vitória da União: Daniel Harvey Hill lidera um ataque Confederado mal sucedido em New Bern, Carolina do Norte. |
| Batalha de Kelly's Ford                                                | 17 de março de 1863                           | Virgínia                                              | C            | Inconclusivo: |
| Batalha de Vaught's Hill                                               | 20 de março de 1863                           | Tennessee                                             | D            | Vitória da União: As forças da União resistem ao ataque dos Confederados de John Hunt Morgan. |
| Batalha de Brentwood                                                   | 25 de março de 1863                           | Tennessee                                             | D            | Vitória Confederada: Rendição da força da União. |
| Batalha de Washington (Carolina do Norte)                              | 30 de março a 20 de abril de 1863             | Carolina do Norte                                     | D            | Inconclusivo: Daniel Harvey Hill incapaz de tomar a cidade da Carolina do Norte das forças da União. |
| Primeira Batalha de Charleston Harbor                                  | 7 de abril de 1863                            | Carolina do Sul                                       | C            | Vitória Confederada: |
| Batalha de Franklin                                                    | 10 de abril de 1863                           | Tennessee                                             | D            | Vitória da União: Confederados recuam após derrota na retaguarda. |
| Batalha de Suffolk (Hill's Point) (ou Fort Huger)                      | 11 de abril a 4 de maio de 1863               | Virgínia                                              | C            | Inconclusivo: |
| Batalha de Suffolk (Norfleet House); Cerco de Suffolk                  | 11 de abril a 4 de maio de 1863               | Virgínia                                              | C            | Inconclusivo: |
| Batalha de Fort Bisland                                                | 12 a 13 de abril de 1863                      | Luisiana                                              | D            | Vitória da União: |
| Batalha de Irish Bend                                                  | 14 de abril de 1863                           | Luisiana                                              | C            | Vitória da União: |
| Batalha de Vermillion Bayou                                            | 17 de abril de 1863                           | Luisiana                                              | D            | Vitória da União: |
| Batalha de Cape Girardeau                                              | 26 de abril de 1863                           | Missouri                                              | D            | Vitória da União: Ataque Confederado falha. |
| Batalha de Grand Gulf                                                  | 29 de abril de 1863                           | Mississippi                                           | C            | Vitória Confederada: Ataque naval mal sucedido pelas forças de Ulysses S. Grant. |
| Batalha de Snyder's Bluff                                              | 29 de abril a 1 de maio de 1863               | Mississippi                                           | D            | Vitória Confederada: Finta da União durante Campanha de Vicksburg. |
| Batalha de Day's Gap                                                   | 30 de abril de 1863                           | Alabama                                               | C            | Vitória da União: Vitória da União durante uma incursão no Alabama. |
| Batalha de Chancellorsville                                            | 30 de abril a 6 de maio de 1863               | Virgínia                                              | A            | Vitória Confederada: Robert E. Lee derrota o Exército de Potomac de Hooker, "Stonewall" Jackson é mortalmente ferido. |
| Batalha de Port Gibson                                                 | 1 de maio de 1863                             | Mississippi                                           | B            | Vitória da União: na Campanha de Vicksburg, Ulysses S. Grant derrota os Confederados. |
| Batalha de Chalk Bluff                                                 | 1 a 2 de maio de 1863                         | Arkansas                                              | D            | Vitória Confederada: Confederados vencem, mas não podem continuar atacando. |
| Segunda Batalha de Fredericksburg                                      | 3 de maio de 1863                             | Virgínia                                              | B            | Vitória da União: As forças da União sob John Sedgwick derrotam as forças Confederadas deixadas por Robert E. Lee para proteger a cidade. |
| Batalha de Salem Church                                                | 3 a 4 de maio de 1863                         | Virgínia                                              | B            | Vitória Confederada: Robert E. Lee derrota John Sedgwick. |
| Batalha de Raymond                                                     | 12 de maio de 1863                            | Mississippi                                           | B            | Vitória da União: Falha na tentativa Confederada de proteger Vicksburg da aproximação da União. |
| Batalha de Jackson (Mississippi)                                       | 14 de maio de 1863                            | Mississippi                                           | B            | Vitória da União: William Tecumseh Sherman e James B. McPherson derrotam Joseph E. Johnston. |
| Batalha de Champion Hill                                               | 16 de maio de 1863                            | Mississippi                                           | A            | Vitória da União: Ulysses S. Grant derrota John C. Pemberton. |
| Batalha de Big Black River Bridge                                      | 17 de maio de 1863                            | Mississippi                                           | B            | Vitória da União: Forças Confederadas presas em Vicksburg. |
| Cerco de Vicksburg                                                     | 18 de maio a 4 de julho de 1863               | Mississippi                                           | A            | Vitória da União: O cerco termina; Ulysses S. Grant aceita a rendição do segundo Exército Confederado sob John C. Pemberton. |
| Batalha de Plains Store                                                | 21 de maio de 1863                            | Luisiana                                              | C            | Vitória da União: Vitória da união perto de Baton Rouge, Luisiana. |
| Cerco de Port Hudson                                                   | 21 de maio a 9 de julho de 1863               | Luisiana                                              | A            | Vitória da União: último reduto Confederado no Mississippi se rende; Franklin Gardner se rende à Nathaniel P. Banks. |
| Batalha de Milliken's Bend                                             | 7 de junho de 1863                            | Luisiana                                              | C            | Vitória da União: Na maior batalha travada entre tropas Confederadas, após quase dois dias de combate próximo, os Confederados foram derrotados na tentativa de levantar o cerco a Vicksburg. |
| Batalha de Brandy Station                                              | 9 de junho de 1863                            | Virgínia                                              | B            | Inconclusivo: Alfred Pleasonton surpreende a cavalaria de J. E. B. Stuart em seus acampamentos perto da Estação Brandy. |
| Batalha de Lake Providence                                             | 9 de junho de 1863                            | Luisiana                                              | D            | Vitória da União: |
| Segunda Batalha de Winchester                                          | 13 a 15 de junho de 1863                      | Virgínia                                              | B            | Vitória Confederada: A vitória Confederada abre caminho para a invasão de Robert E. Lee pelo Norte. |
| Batalha de Aldie                                                       | 17 de junho de 1863                           | Virgínia                                              | C            | Inconclusivo: Batalha inconclusiva durante a marcha de Robert E. Lee para o Norte. |
| Batalha de Middleburg                                                  | 17 a 19 de junho de 1863                      | Virgínia                                              | C            | Inconclusivo: J. E. B. Stuart se retira do combate com a cavalaria da União. |
| Batalha de LaFourche Crossing                                          | 20 a 21 de junho de 1863                      | Luisiana                                              | D            | Vitória da União: |
| Batalha de Upperville                                                  | 21 de junho de 1863                           | Virgínia                                              | C            | Inconclusivo: Batalha inconclusiva da cavalaria durante a invasão de Robert E. Lee. |
| Batalha de Hoover's Gap                                                | 24 a 26 de junho de 1863                      | Tennessee                                             | C            | Vitória da União: A vitória da União impede que os Confederados do Tennessee venham em auxílio de Vicksburg. |
| Segunda Batalha de Donaldsonville                                      | 28 de junho de 1863                           | Luisiana                                              | D            | Vitória da União: |
| Batalha de Goodrich's Landing                                          | 29 a 30 de junho de 1863                      | Luisiana                                              | D            | Inconclusivo: Os Confederados expulsam o Regimento Negro da União de várias plantações. |
| Batalha de Hanover                                                     | 30 de junho de 1863                           | Pensilvânia                                           | C            | Inconclusivo: J. E. B. Stuart forçou a mudar de rota, adiando seus esforços para se unir à força de Robert E. Lee perto de Gettysburg. |
| Batalha de Cabin Creek                                                 | 1 a 2 de julho de 1863                        | Oklahoma (Território Indígena naquele tempo)          | C            | Vitória da União: |
| Batalha de Gettysburg                                                  | 1 a 3 de julho de 1863                        | Pensilvânia                                           | A            | Vitória da União: Robert E. Lee perde para George Meade, o ataque de Pickett falha e termina com a segunda invasão do Norte. O Exército Confederado chegou a Gettysburg para reabastecer o exército, sem saber do Exército da União nas proximidades. |
| Batalha de Helena                                                      | 4 de julho de 1863                            | Arkansas                                              | B            | Vitória da União: O ataque Confederado ao porto fluvial falha ao garantir o leste do Arkansas para a União. |
| Batalha de Williamsport                                                | 6 a 16 de julho de 1863                       | Maryland                                              | C            | Inconclusivo: George Meade e Robert E. Lee lutam uma batalha inconclusiva. |
| Batalha de Boonsboro                                                   | 8 de julho de 1863                            | Maryland                                              | D            | Inconclusivo: Ação inconclusiva na retaguarda do retiro de Robert E. Lee. |
| Batalha de Corydon                                                     | 9 de julho de 1863                            | Indiana                                               | C            | Vitória Confederada: A operação Confederada resulta em baixas de civis, incluindo um ministro luterano. |
| Primeira Batalha de Fort Wagner                                        | 11 de julho de 1863                           | Carolina do Sul                                       | D            | Vitória Confederada: primeira das duas tentativas da União de tomar Fort Wagner. |
| Batalha de Kock's Plantation                                           | 12 a 13 de julho de 1863                      | Luisiana                                              | C            | Vitória Confederada: |
| Batalha de Grimball's Landing                                          | 16 de julho de 1863                           | Carolina do Sul                                       | D            | Inconclusivo: |
| Batalha de Honey Springs                                               | 17 de julho de 1863                           | Oklahoma (Território Indígena naquele tempo)          | B            | Vitória da União: No Território Indígena, duas forças indígenas em grande parte negras e americanas combatem. |
| Segunda Batalha de Fort Wagner (Batalha de Fort Wagner, Morris Island) | 18 de julho de 1863                           | Carolina do Sul                                       | B            | Vitória Confederada: Segunda das duas tentativas da União de tomar o Fort Wagner falha, heroísmo da 54.° Massachusetts. |
| Batalha de Buffington Island                                           | 19 de julho de 1863                           | Ohio                                                  | C            | Vitória da União: |
| Batalha de Manassas Gap                                                | 23 de julho de 1863                           | Virgínia                                              | D            | Inconclusivo: Batalha inconclusiva durante o dia, os Confederados recuam à noite. |
| Batalha de Big Mound                                                   | 24 a 25 de julho de 1863                      | Dakota do Norte (Território de Dakota naquele tempo)  | C            | * Guerra de Dakota de 1862: As forças da União derrotam as forças Santee Sioux e Teton Sioux. |
| Batalha de Dead Buffalo Lake                                           | 26 de julho de 1863                           | Dakota do Norte (Território de Dakota naquele tempo)  | D            | * Guerras Sioux/Guerra de Dakota de 1862: Sibley derrota as forças Sioux. |
| Batalha de Salineville                                                 | 26 de julho de 1863                           | Ohio                                                  | D            | Vitória da União: General-de-brigada Confederado John Hunt Morgan se rendi em Ohio. A batalha mais setentrional da Guerra Civil. |
| Batalha de Stony Lake                                                  | 28 de julho de 1863                           | Dakota do Norte (Território de Dakota naquele tempo)  | D            | * Guerra de Dakota de 1862: As forças Sioux escapam das forças da União em perseguição. |
| Segunda Batalha de Fort Sumter                                         | 17 de agosto a 9 de setembro de 1863          | Carolina do Sul                                       | B            | Vitória Confederada: O bombardeio maciço da União e o ataque naval não retomam o forte. |
| Segunda Batalha de Charleston Harbor                                   | 17 de agosto a 8 de setembro de 1863          | Carolina do Sul                                       | B            | Inconclusivo: |
| Segunda Batalha de Chattanooga                                         | 21 de agosto a 8 de setembro de 1863          | Tennessee                                             | D            | Vitória da União: Forças da União capturam a cidade. |
| Massacre de Lawrence (Incursão de Quantrill)                           | 23 de agosto de 1863                          | Kansas                                                | C            | Vitória Confederada: Os Quantrill's Raiders saqueam a cidade. |
| Batalha de Devil's Backbone                                            | 1 de setembro de 1863                         | Arkansas                                              | C            | Vitória da União: Vitória da União após combates pesados. |
| Batalha de Whitestone Hill                                             | 3 a 5 de setembro de 1863                     | Dakota do Norte (Território de Dakota naquele tempo)  | D            | * Guerras Sioux/Guerra de Dakota de 1862: As forças da União derrotam várias tribos indígenas americanas, incluindo os Sioux e os Blackfeet. |
| Segunda Batalha de Sabine Pass                                         | 8 de setembro de 1863                         | Texas                                                 | B            | Vitória Confederada: As forças Confederadas colocam estacas no rio para ajudar a apontar suas armas para os navios da União. |
| Batalha de Bayou Fourche                                               | 10 de setembro de 1863                        | Arkansas                                              | B            | Vitória da União: A vitória da União permite a captura de Little Rock. |
| Batalha de Davis's Cross Roads                                         | 10 a 11 de setembro de 1863                   | Geórgia                                               | C            | Vitória da União: As forças da União estabelecem posições defensivas antes de Chickamauga. |
| Batalha de Chickamauga                                                 | 19 a 20 de setembro de 1863                   | Geórgia                                               | A            | Vitória Confederada: Braxton Bragg derrotou William Rosecrans, George Henry Thomas da União, unge "A Rocha de Chickamauga" |
| Batalha de Blountville (ou Blountsville)                               | 22 de setembro de 1863                        | Tennessee                                             | D            | Vitória da União: As forças da União capturam a cidade. |
| Batalha de Stirling's Plantation                                       | 29 de setembro de 1863                        | Luisiana                                              | D            | Vitória Confederada: |
| Batalha de Baxter Springs                                              | 6 de outubro de 1863                          | Kansas                                                | C            | Vitória Confederada: Os Quantrill's Raiders massacram as tropas negras da União durante a Guerra Civil. |
| Batalha de Blue Springs                                                | 10 de outubro de 1863                         | Tennessee                                             | D            | Vitória da União: |
| Primeira Batalha de Auburn                                             | 13 de outubro de 1863                         | Virgínia                                              | D            | Vitória da União: J. E. B. Stuart escapa escondido em um barranco. |
| Batalha de Bristoe Station                                             | 14 de outubro de 1863                         | Virgínia                                              | B            | Vitória da União: George Meade derrota elementos das forças de Robert E. Lee, mas os Confederados destroem a ferrovia durante o recuo. |
| Segunda Batalha de Auburn                                              | 14 de outubro de 1863                         | Virgínia                                              | D            | Inconclusivo: Confederados atacam a retaguarda da União, batalha inconclusiva. |
| Batalha de Fort Brooke                                                 | 16 a 18 de outubro de 1863                    | Flórida                                               | D            | Vitória da União: |
| Batalha de Buckland Mills                                              | 19 de outubro de 1863                         | Virgínia                                              | D            | Vitória Confederada: Cavalaria da União apanhada em emboscada, é derrotada. |
| Batalha de Pine Bluff                                                  | 25 de outubro de 1863                         | Arkansas                                              | D            | Vitória da União: Ataque Confederado falha. |
| Batalha de Wauhatchie                                                  | 28 a 29 de outubro de 1863                    | Tennessee                                             | B            | Vitória da União: James Longstreet derrotado pelas forças da União. |
| Batalha de Collierville                                                | 3 de novembro de 1863                         | Tennessee                                             | D            | Vitória da União: ataque Confederado a cidade foi repelido. |
| Batalha de Droop Mountain                                              | 6 de novembro de 1863                         | Virgínia Ocidental                                    | C            | Vitória da União: |
| Segunda Batalha de Rappahannock Station                                | 7 de novembro de 1863                         | Virgínia                                              | B            | Vitória da União: As forças da União atravessam o rio, forçando Robert E. Lee a recuar. |
| Batalha de Campbell's Station                                          | 16 de novembro de 1863                        | Tennessee                                             | D            | Vitória da União: A tentativa Confederada de envelopamento duplo falha. |
| Campanha de Chattanooga                                                | 23 a 25 de novembro de 1863                   | Tennessee                                             | A            | Vitória da União: Ulysses S. Grant derrota Braxton Bragg e alivia as forças da União sitiadas em Chattanooga. |
| Batalha de Mine Run                                                    | 27 de novembro a 2 de dezembro de 1863        | Virgínia                                              | B            | Inconclusivo: George Meade bombardeia os confederados de Robert E. Lee, mas depois se recua. |
| Batalha de Ringgold Gap                                                | 27 de novembro de 1863                        | Geórgia                                               | B            | Vitória Confederada: Os Confederados sob Patrick Cleburne derrotam as forças da União sob Joseph Hooker. |
| Batalha de Fort Sanders                                                | 29 de novembro de 1863                        | Tennessee                                             | B            | Vitória da União: James Longstreet incapaz de tomar forte devido à pólvora de baixa qualidade. |
| Batalha de Bean's Station                                              | 14 de dezembro de 1863                        | Tennessee                                             | D            | Vitória Confederada: As forças da União se afastam a uma curta distância. |
| Batalha de Mossy Creek                                                 | 29 de dezembro de 1863                        | Tennessee                                             | D            | Vitória da União: Cavalaria Confederada forçada a recuar. |
| Batalha de Dandridge                                                   | 17 de janeiro de 1864                         | Tennessee                                             | C            | Vitória Confederada: As forças da União recuam. |
| Batalha de Athens                                                      | 26 de janeiro de 1864                         | Alabama                                               | D            | Vitória da União: Vitória da União no norte do Alabama. |
| Batalha de Fair Garden                                                 | 27 de janeiro de 1864                         | Tennessee                                             | C            | Inconclusivo: Vitória da União seguido de retirada. |
| Batalha de Morton's Ford                                               | 6 a 7 de fevereiro de 1864                    | Virgínia                                              | D            | Inconclusivo: Ataque diversificado da União. |
| Batalha de Middle Boggy Depot                                          | 13 de fevereiro de 1864                       | Oklahoma (Território Indígena naquele tempo)          | D            | Vitória da União: |
| Campanha de Meridian                                                   | 14 a 20 de fevereiro de 1864                  | Mississippi                                           | C            | Vitória da União: William Tecumseh Sherman ocupa a cidade. |
| Batalha de Olustee                                                     | 20 de fevereiro de 1864                       | Flórida                                               | B            | Vitória Confederada: A União falha em tomar a Flórida. |
| Batalha de Okolona                                                     | 22 de fevereiro de 1864                       | Mississippi                                           | B            | Vitória Confederada: A cavalaria Confederada, comandada pelo major-general Nathan Bedford Forrest, derrotou 7.000 cavaleiros sob o comando do general-de-brigada William Sooy Smith. |
| Primeira Batalha de Dalton                                             | 22 a 27 de fevereiro de 1864                  | Geórgia                                               | C            | Vitória Confederada: Após vários dias de intensa batalha, o exército do major-general George Henry Thomas recua ao perceber que as tropas do general Joseph E. Johnston poderiam repelir qualquer ataque. No entanto, a inteligência obtida da Batalha de Dalton ajudou a pavimentar o caminho para uma vitória da União no verão.                                                          |
| Batalha de Walkerton                                                   | 2 de março de 1864                            | Virgínia                                              | C            | Vitória Confederada: Controvérsia em torno do Caso Dahlgren. |
| Batalha de Fort De Russy                                               | 12 a 14 de março de 1864                      | Luisiana                                              | B            | Vitória da União: Fort DeRussy caiu e o Rio Vermelho do Sul para Alexandria estava aberto. |
| Batalha de Paducah                                                     | 25 de março de 1864                           | Kentucky                                              | C            | Vitória Confederada: A invasão Confederada de Nathan Bedford Forrest foi bem sucedida. |
| Batalha de Elkin's Ferry                                               | 3 a 4 de abril de 1864                        | Arkansas                                              | C            | Vitória da União: Confederados incapazes de impedir a travessia do rio da União. |
| Batalha de Mansfield (ou Sabine Cross Roads)                           | 8 de abril de 1864                            | Luisiana                                              | A            | Vitória Confederada: |
| Batalha de Prairie D'Ane                                               | 9 a 13 de abril de 1864                       | Arkansas                                              | B            | Vitória da União: Frederick Steele derrota Sterling Price. |
| Batalha de Pleasant Hill                                               | 9 de abril de 1864                            | Luisiana                                              | B            | Vitória da União: Ataque Confederado falha. |
| Batalha de Fort Pillow                                                 | 12 de abril de 1864                           | Tennessee                                             | B            | Vitória Confederada: Nathan Bedford Forrest toma o forte, e massacra os soldados negros. |
| Batalha de Blair's Landing                                             | 12 a 13 de abril de 1864                      | Luisiana                                              | C            | Vitória da União: |
| Batalha de Plymouth                                                    | 17 de abril de 1864                           | Carolina do Norte                                     | C            | Vitória Confederada: As forças terrestres Confederadas, apoiadas pelo aríete naval, retomam dois fortes da União perto de Plymouth, Carolina do Norte. |
| Batalha de Poison Spring                                               | 18 de abril de 1864                           | Arkansas                                              | C            | Vitória Confederada: Parte da Campanha de Red River no Arkansas, tropas negras são massacradas. |
| Batalha de Monett's Ferry                                              | 23 de abril de 1864                           | Luisiana                                              | C            | Vitória da União: Forças confederadas recuaram. |
| Batalha de Marks' Mills                                                | 25 de abril de 1864                           | Arkansas                                              | D            | Vitória Confederada: Parte da Campanha de Red River no Arkansas. |
| Batalha de Jenkins' Ferry                                              | 30 de abril de 1864                           | Arkansas                                              | C            | Vitória da União: Parte da Campanha de Red River no Arkansas. |
| Batalha de Albemarle Sound                                             | 5 de maio de 1864                             | Carolina do Norte                                     | C            | Inconclusivo: Batalha naval inconclusiva. |
| Batalha de Wilderness                                                  | 5 a 7 de maio de 1864                         | Virgínia                                              | A            | Inconclusivo: Ulysses S. Grant e Robert E. Lee se encontram inconclusivamente. |
| Batalha de Port Walthall Junction                                      | 6 a 7 de maio de 1864                         | Virgínia                                              | C            | Vitória da União: Forças da União destroem a ferrovia. |
| Batalha de Rocky Face Ridge                                            | 7 a 13 de maio de 1864                        | Geórgia                                               | C            | Vitória da União: Devido a um movimento de flanco das tropas da União sob o major-general William Tecumseh Sherman, os Confederados liderados pelo general Joseph E. Johnston foram forçados a evacuar o forte perto de Atlanta. |
| Batalha de Spotsylvania Court House                                    | 8 a 21 de maio de 1864                        | Virgínia                                              | A            | Inconclusivo: Ulysses S. Grant e Robert E. Lee se encontram inconclusivamente, Grant escreve para Henry Halleck "Eu proponho lutar contra eles nessa linha mesmo que demore o verão inteiro". |
| Batalha de Swift Creek                                                 | 9 de maio de 1864                             | Virgínia                                              | C            | Inconclusivo: As forças da União danificam as ferrovias, mas são interrompidas pelas forças Confederadas. |
| Batalha da Montanha Cloyd                                              | 9 de maio de 1864                             | Virgínia                                              | C            | Vitória da União: O general Confederado Albert G. Jenkins foi morto. |
| Batalha de Chester Station                                             | 10 de maio de 1864                            | Virgínia                                              | D            | Inconclusivo: As forças da União sob Benjamin Butler recuaram. |
| Batalha de Cove Mountain                                               | 10 de maio de 1864                            | Virgínia                                              | D            | Vitória da União: Vitória da União após breve batalha. |
| Batalha de Yellow Tavern                                               | 11 de maio de 1864                            | Virgínia                                              | C            | Vitória da União: As forças da União vencem a batalha de cavalaria, J. E. B. Stuart é mortalmente ferido. |
| Batalha de Proctor's Creek                                             | 12 a 16 de maio de 1864                       | Virgínia                                              | B            | Vitória Confederada: P. G. T. Beauregard derrota Benjamin Butler. |
| Batalha de Resaca                                                      | 13 de maio de 1864                            | Geórgia                                               | C            | Inconclusivo: William Tecumseh Sherman derrota Joseph E. Johnston. |
| Batalha de New Market                                                  | 15 de maio de 1864                            | Virgínia                                              | B            | Vitória Confederada: As forças Confederadas impedem o Exército da União sob Franz Sigel de avançar pelo Vale do Shenandoah. |
| Batalha de Mansura                                                     | 16 de maio de 1864                            | Luisiana                                              | C            | Vitória da União: |
| Batalha de Adairsville                                                 | 17 de maio de 1864                            | Geórgia                                               | C            | Vitória da União: Falha na tentativa Confederada de destruir parte da força da União que se aproxima de Atlanta. |
| Batalha de Yellow Bayou                                                | 18 de maio de 1864                            | Luisiana                                              | C            | Vitória da União: |
| Batalha de Ware Bottom Church                                          | 20 de maio de 1864                            | Virgínia                                              | C            | Vitória Confederada: |
| Batalha de North Anna                                                  | 23 a 26 de maio de 1864                       | Virgínia                                              | B            | Inconclusivo: Robert E. Lee supera Ulysses S. Grant, mas por causa de uma doença, ele é incapaz de capitalizar. |
| Batalha de Wilson's Wharf                                              | 24 de maio de 1864                            | Virgínia                                              | D            | Vitória da União: Confederados sob Fitzhugh Lee derrotados por dois regimentos negros da União. |
| Batalha de New Hope Church                                             | 25 a 26 de maio de 1864                       | Geórgia                                               | C            | Vitória Confederada: As forças de Joseph Hooker foram derrotadas. |
| Batalha de Dallas (Geórgia)                                            | 26 de maio a 4 de junho de 1864               | Geórgia                                               | C            | Vitória da União: Retirada Confederada na Geórgia. |
| Batalha de Pickett's Mill                                              | 27 de maio de 1864                            | Geórgia                                               | C            | Vitória Confederada: Ataque malsucedido de William Tecumseh Sherman a Joseph E. Johnston. |
| Batalha de Haw's Shop                                                  | 28 de maio de 1864                            | Virgínia                                              | C            | Vitória da União: O avanço da União foi interrompido. |
| Batalha de Totopotomoy Creek                                           | 28 a 30 de maio de 1864                       | Virgínia                                              | B            | Inconclusivo: As forças da União recuaram. |
| Batalha de Old Church                                                  | 30 de maio de 1864                            | Virgínia                                              | C            | Vitória da União: As forças da União levam os Confederados de volta a Cold Harbor. |
| Batalha de Cold Harbor                                                 | 31 de maio a 12 de junho de 1864              | Virgínia                                              | A            | Vitória Confederada: Robert E. Lee repulsa Ulysses S. Grant, o general Confederado diz "Isso não é guerra, é assassinato". |
| Batalha de Piedmont                                                    | 5 de junho de 1864                            | Virgínia                                              | B            | Vitória da União: As forças da União sob David Hunter derrotam as defesas Confederadas em marcha para Staunton, Virgínia, no alto Vale do Shenandoah. |
| Batalha de Old River Lake                                              | 6 de junho de 1864                            | Arkansas                                              | D            | Vitória da União: |
| Batalha de Marietta                                                    | 6 de junho a 3 de julho de 1864               | Geórgia                                               | B            | Vitória da União: William Tecumseh Sherman derrota Joseph E. Johnston. |
| Primeira Batalha de Petersburg                                         | 9 de junho de 1864                            | Virgínia                                              | D            | Vitória Confederada: P. G. T. Beauregard derrota Benjamin Butler. |
| Batalha de Brice's Cross Roads                                         | 10 de junho de 1864                           | Mississippi                                           | B            | Vitória Confederada: Nathan Bedford Forrest derrota as forças da União quase três vezes maior. |
| Batalha de Cynthiana                                                   | 11 a 12 de junho de 1864                      | Kentucky                                              | C            | Vitória da União: General-de-brigada da União Stephen G. Burbridge derrotou o general-de-brigada Confederado John Hunt Morgan. A maioria dos soldados Confederados caiu, embora Morgan escapasse. |
| Batalha de Trevilian Station                                           | 11 a 12 de junho de 1864                      | Virgínia                                              | B            | Vitória Confederada: George Armstrong Custer quase cercado teve que ser resgatado por Philip Sheridan. |
| Segunda Batalha de Petersburg                                          | 15 a 18 de junho de 1864                      | Virgínia                                              | A            | Vitória Confederada: Robert E. Lee repulsa Ulysses S. Grant perto de Richmond, Virgínia. |
| Batalha de Lynchburg                                                   | 17 a 18 de junho de 1864                      | Virgínia                                              | B            | Vitória Confederada: Reforços Confederados falsos levam à retirada da União. |
| Batalha de Jerusalem Plank Road                                        | 21 a 24 de junho de 1864                      | Virgínia                                              | B            | Inconclusivo: Linhas de cerco da União estendidas para o Cerco de Petersburg. |
| Batalha de Kolb's Farm                                                 | 22 de junho de 1864                           | Geórgia                                               | C            | Vitória da União: O ataque Confederado falha devido a más condições do terreno. |
| Batalha de Saint Mary's Church                                         | 24 de junho de 1864                           | Virgínia                                              | D            | Inconclusivo: As forças da União uma ação de retardamento bem sucedido. |
| Batalha de Staunton River Bridge                                       | 25 de junho de 1864                           | Virgínia                                              | C            | Vitória Confederada: |
| Batalha de Kennesaw Mountain                                           | 27 de junho de 1864                           | Geórgia                                               | B            | Vitória Confederada: Joseph E. Johnston repulsa William Tecumseh Sherman. |
| Batalha de Sappony Church                                              | 28 de junho de 1864                           | Virgínia                                              | D            | Vitória Confederada: |
| Primeira Batalha de Ream's Station                                     | 29 de junho de 1864                           | Virgínia                                              | C            | Vitória Confederada: Major-general William Mahone e o general-de-brigada Fitzhugh Lee derrotou a cavalaria da União que invadia ferrovias Confederadas ao sul de Petersburg, Virgínia. |
| Batalha de Monocacy (ou Monocacy Junction)                             | 9 de julho de 1864                            | Maryland                                              | B            | Vitória Confederada: O general da União Lew Wallace retarda Jubal Early, salvando Washington, D.C.. |
| Batalha de Fort Stevens                                                | 11 a 12 de julho de 1864                      | Distrito de Columbia                                  | B            | Vitória da União: A tentativa fracassada dos Confederados de capturar Washington, D.C., o presidente Abraham Lincoln, observando a batalha, ficou sob fogo Confederado. |
| Batalha de Tupelo                                                      | 14 a 15 de julho de 1864                      | Mississippi                                           | B            | Vitória da União: As forças Confederadas sob Stephen D. Lee são derrotadas e Nathan Bedford Forrest é ferido em ação. |
| Batalha de Cool Spring                                                 | 18 a 19 de julho de 1864                      | Virgínia                                              | C            | Vitória Confederada: |
| Batalha de Peachtree Creek                                             | 20 de julho de 1864                           | Geórgia                                               | B            | Vitória da União: (Campanha de Atlanta) O primeiro ataque Confederado contra as forças da União, ao norte de Atlanta, falha. |
| Batalha de Rutherford's Farm                                           | 20 de julho de 1864                           | Virgínia                                              | D            | Vitória da União: Confederados sob Jubal Early pegos de surpresa e derrotados. |
| Batalha de Atlanta                                                     | 22 de julho de 1864                           | Geórgia                                               | B            | Vitória da União: (Campanha de Atlanta) William Tecumseh Sherman fez recuar o ataque de John Bell Hood a leste de Atlanta. |
| Segunda Batalha de Kernstown                                           | 24 de julho de 1864                           | Virgínia                                              | B            | Vitória Confederada: Jubal Early derrota as forças da União. |
| Primeira Batalha de Deep Bottom                                        | 27 a 29 de julho de 1864                      | Virgínia                                              | C            | Vitória Confederada: |
| Batalha de Ezra Church                                                 | 28 de julho de 1864                           | Geórgia                                               | B            | Vitória da União: (Campanha de Atlanta) O ataque Confederado ao Exército da União, a noroeste de Atlanta, não consegue surpreender, encontrando forças da União entrincheiradas. |
| Batalha de Killdeer Mountain                                           | 28 a 29 de julho de 1864                      | Dakota do Norte (Território de Dakota naquele tempo)  | C            | * Guerras Sioux/Guerra de Dakota de 1862: A forças da União derrotam os Sioux. |
| Batalha de Crater                                                      | 30 de julho de 1864                           | Virgínia                                              | A            | Vitória Confederada: Robert E. Lee derrota Ambrose Burnside. |
| Batalha de Folck's Mill                                                | 1 de agosto de 1864                           | Maryland                                              | D            | Inconclusivo: |
| Batalha da Baía de Mobile                                              | 2 a 23 de agosto de 1864                      | Alabama                                               | A            | Vitória da União: David Farragut toma o porto, e diz "Malditos torpedos, a toda velocidade". |
| Batalha de Utoy Creek                                                  | 5 a 7 de agosto de 1864                       | Geórgia                                               | C            | Inconclusivo: (Campanha de Atlanta) Batalha inconclusiva no flanco direito da União, perto de Atlanta. |
| Batalha de Moorefield                                                  | 7 de agosto de 1864                           | Virgínia Ocidental                                    | C            | Vitória da União: |
| Segunda Batalha de Dalton                                              | 14 a 15 de agosto de 1864                     | Geórgia                                               | D            | Vitória da União: As forças da União resistem ao ataque até serem reforçadas. |
| Segunda Batalha de Deep Bottom                                         | 14 a 20 de agosto de 1864                     | Virgínia                                              | B            | Vitória Confederada: Os Confederados afastam a ameaça da União, mas com o custo de diluir suas forças como a União esperava. |
| Batalha de Guard Hill                                                  | 16 de agosto de 1864                          | Virgínia                                              | C            | Inconclusivo: |
| Batalha de Globe Tavern                                                | 18 a 21 de agosto de 1864                     | Virgínia                                              | B            | Vitória da União: Forças Confederadas perdem o controle das ferrovias em Petersburg, Virgínia. |
| Batalha de Lovejoy's Station                                           | 20 de agosto de 1864                          | Geórgia                                               | D            | Vitória Confederada: Confederados repelem os invasores da União que atacavam a estação. |
| Segunda Batalha de Memphis                                             | 21 de agosto de 1864                          | Tennessee                                             | C            | Vitória da União: Invasão Confederada parcialmente bem-sucedida. |
| Batalha de Summit Point                                                | 21 de agosto de 1864                          | Virgínia Ocidental                                    | D            | Inconclusivo: |
| Segunda Batalha de Ream's Station                                      | 25 de agosto de 1864                          | Virgínia                                              | B            | Vitória Confederada: Linhas da União superadas pelos Confederados. |
| Batalha de Smithfield Crossing                                         | 25 a 29 de agosto de 1864                     | Virgínia Ocidental                                    | D            | Inconclusivo: |
| Batalha de Jonesborough                                                | 31 de agosto a 1 de setembro de 1864          | Geórgia                                               | A            | Vitória da União: Os Confederados de William J. Hardee são derrotados, resultando na queda de Atlanta no dia seguinte. |
| Batalha de Berryville                                                  | 3 a 4 de setembro de 1864                     | Virgínia                                              | C            | Inconclusivo: Ao mesmo tempo, o tenente-general Confederado Jubal Early enviou a divisão do major-general Joseph B. Kershaw para atacar a divisão do VIII Corpo do coronel Joseph Thoburn, e Kershaw inicialmente cortou o flanco esquerdo de Thoburn. À noite terminou a batalha. Na manhã seguinte, Early, vendo a força da linha entrincheirada da União, recuou atrás de Opequon Creek. |
| Terceira Batalha de Winchester (ou Opequon)                            | 19 de setembro de 1864                        | Virgínia                                              | A            | Vitória da União: Philip Sheridan derrota Jubal Early, vários oficiais mortos ou feridos de ambos os lados. |
| Batalha de Fisher's Hill                                               | 21 a 22 de setembro de 1864                   | Virgínia                                              | B            | Vitória da União: União bem sucedida ataque frontal. |
| Batalha de Fort Davidson                                               | 27 de setembro de 1864                        | Missouri                                              | B            | Vitória da União: As forças da União detonam seu próprio forte depois de perder para os Confederados. |
| Batalha de Chaffin's Farm (ou New Market Heights)                      | 29 a 30 de setembro de 1864                   | Virgínia                                              | B            | Vitória da União: As forças da União são vitoriosas, mas não conseguem capturar vários fortes. |
| Batalha de Peebles's Farm                                              | 30 de setembro a 2 de outubro de 1864         | Virgínia                                              | B            | Vitória da União: Vitória da União perto de Petersburg, Virgínia. |
| Primeira Batalha de Saltville                                          | 1 a 3 de outubro de 1864                      | Virgínia                                              | C            | Vitória Confederada: Os Confederados derrotam a Cavalaria Negra da União, crimes de guerra cometidos contra negros capturados. |
| Batalha de Allatoona                                                   | 5 de outubro de 1864                          | Geórgia                                               | B            | Vitória da União: Os fortes da União se mantêm. |
| Batalha de Darbytown e New Market Roads                                | 7 de outubro de 1864                          | Virgínia                                              | C            | Vitória da União: |
| Batalha de Tom's Brook                                                 | 9 de outubro de 1864                          | Virgínia                                              | C            | Vitória da União: A cavalaria da União derrota os Confederados. |
| Batalha de Darbytown Road                                              | 13 de outubro de 1864                         | Virgínia                                              | D            | Vitória Confederada: O ataque da União aos fortes Confederados foi repelido com pesadas baixas. |
| Batalha de Glasgow                                                     | 15 de outubro de 1864                         | Missouri                                              | C            | Vitória Confederada: As forças da União se rendem. |
| Segunda Batalha de Lexington                                           | 19 de outubro de 1864                         | Missouri                                              | D            | Vitória Confederada: As forças da União expulsas da cidade. |
| Batalha de Cedar Creek                                                 | 19 de outubro de 1864                         | Virgínia                                              | A            | Vitória da União: Philip Sheridan derrota Jubal Early, impulsiona os Confederados para o Vale do Shenandoah. |
| Batalha de Little Blue River                                           | 21 de outubro de 1864                         | Missouri                                              | D            | Vitória Confederada: |
| Batalha de Byram's Ford                                                | 22 a 23 de outubro de 1864                    | Missouri                                              | B            | Vitória da União: Os Confederados sob John S. Marmaduke foram derrotados. |
| Segunda Batalha de Independence                                        | 22 de outubro de 1864                         | Missouri                                              | C            | Vitória Confederada: As forças da União ocupam a cidade. |
| Batalha de Westport                                                    | 23 de outubro de 1864                         | Missouri                                              | A            | Vitória da União: As forças da União vencem uma batalha decisiva para assumir o controle do Missouri. |
| Batalha de Marais des Cygnes                                           | 25 de outubro de 1864                         | Kansas                                                | C            | Vitória da União: Os Confederados sob Sterling Price são perseguidos pelo Kansas. |
| Batalha de Mine Creek                                                  | 25 de outubro de 1864                         | Kansas                                                | C            | Vitória da União: O exército de Sterling Price foi esmagado, foge de volta para o Missouri. |
| Batalha de Marmiton River                                              | 25 de outubro de 1864                         | Missouri                                              | D            | Vitória da União: Sterling Price escapa à busca da União. |
| Batalha de Decatur                                                     | 26 a 29 de outubro de 1864                    | Alabama                                               | C            | Vitória da União: Confederados incapazes de atravessar o rio. |
| Batalha de Boydton Plank Road                                          | 27 a 28 de outubro de 1864                    | Virgínia                                              | B            | Inconclusivo: As forças da União assumem o controle da estrada, mas recuam após a batalha. |
| Batalha de Fair Oaks & Darbytown Road                                  | 27 a 28 de outubro de 1864                    | Virgínia                                              | C            | Vitória Confederada: |
| Segunda Batalha de Newtonia                                            | 28 de outubro de 1864                         | Missouri                                              | B            | Vitória da União: James G. Blunt derrota Joseph O. Shelby. |
| Batalha de Johnsonville                                                | 4 a 5 de novembro de 1864                     | Tennessee                                             | B            | Vitória Confederada: Os Confederados bombardeiam as forças da União durante a noite, após um incêndio começar perto das posições da União. |
| Batalha de Bull's Gap                                                  | 11 a 13 de novembro de 1864                   | Tennessee                                             | D            | Vitória Confederada: |
| Batalha de Griswoldville                                               | 22 de novembro de 1864                        | Geórgia                                               | B            | Vitória da União: A Marcha ao Mar de William Tecumseh Sherman continuou. |
| Batalha de Columbia                                                    | 24 de novembro de 1864                        | Tennessee                                             | C            | Vitória Confederada: Confederados desviam a atenção. |
| Batalha de Buck Head Creek                                             | 28 de novembro de 1864                        | Geórgia                                               | C            | Vitória da União: |
| Batalha de Spring Hill                                                 | 29 de novembro de 1864                        | Tennessee                                             | B            | Vitória da União: Os erros Confederados permitem que as forças da União sejam remanejadas, levando à Batalha de Franklin. |
| Massacre de Sand Creek                                                 | 29 de novembro de 1864                        | Colorado (Território do Colorado naquele tempo)       | B            | * Guerra do Colorado: A União massacra os Cheyennes e os Arapaho. |
| Batalha de Honey Hill                                                  | 30 de novembro de 1864                        | Carolina do Sul                                       | C            | Vitória Confederada: A terceira batalha da Marcha ao Mar de William Tecumseh Sherman foi uma fracassada expedição do Exército da União sob o comando do general John Porter Hatch, que tentou cortar a Ferrovia de Charleston e Savannah em apoio à chegada projetada de Sherman em Savannah, Geórgia.                                                                                      |
| Batalha de Franklin                                                    | 30 de novembro de 1864                        | Tennessee                                             | A            | Vitória da União: John Bell Hood ataca John Schofield, mas sofre perdas esmagadoras; Pickett's Charge of the West. |
| Batalha de Waynesboro (Geórgia)                                        | 4 de dezembro de 1864                         | Geórgia                                               | C            | Vitória da União: Judson Kilpatrick impede Joseph Wheeler de atacar William Tecumseh Sherman. |
| Terceira Batalha de Murfreesboro                                       | 5 a 7 de dezembro de 1864                     | Tennessee                                             | D            | Vitória da União: Invasão Confederada quase sem sucesso. |
| Primeira Batalha de Fort Fisher                                        | 7 a 27 de dezembro de 1864                    | Carolina do Norte                                     | C            | Vitória Confederada: União falhou na tentativa de tomar forte. |
| Segunda Batalha de Fort McAllister                                     | 13 de dezembro de 1864                        | Geórgia                                               | B            | Vitória da União: |
| Batalha de Nashville                                                   | 15 a 16 de dezembro de 1864                   | Tennessee                                             | A            | Vitória da União: George Henry Thomas ataca e praticamente destrói o Exército Confederado de John Bell Hood, no Tennessee. |
| Batalha de Marion                                                      | 17 a 18 de dezembro de 1864                   | Virgínia                                              | D            | Vitória da União: |
| Segunda Batalha de Saltville                                           | 20 a 21 de dezembro de 1864                   | Virgínia                                              | C            | Vitória da União: As forças Confederadas recuaram e as tropas do general George Stoneman entraram na cidade e destruíram as salinas. |
| Segunda Batalha de Fort Fisher                                         | 13 a 15 de janeiro de 1865                    | Carolina do Norte                                     | A            | Vitória da União: As forças da União tomam o forte. |
| Batalha de Rivers' Bridge                                              | 3 de fevereiro de 1865                        | Carolina do Sul                                       | D            | Vitória da União: As forças da União capturam a travessia do rio. |
| Batalha de Hatcher's Run                                               | 5 a 7 de fevereiro de 1865                    | Virgínia                                              | B            | Vitória da União: As forças da União lançam ataque inesperado. |
| Batalha de Wilmington                                                  | 22 de fevereiro de 1865                       | Carolina do Norte                                     | D            | Vitória da União: O último porto Confederado cai. |
| Batalha de Waynesboro (Virgínia)                                       | 2 de março de 1865                            | Virgínia                                              | B            | Vitória da União: Restos do Exército Confederado do Vale são destruídos. |
| Batalha de Natural Bridge                                              | 6 de março de 1865                            | Flórida                                               | C            | Vitória Confederada: A vitória Confederada na Flórida impede a captura de Tallahassee, Flórida. |
| Batalha de Wyse Fork                                                   | 7 a 10 de março de 1865                       | Carolina do Norte                                     | D            | Vitória da União: Ataques Confederados repelidos pela artilharia da União. |
| Batalha de Monroe's Cross Roads                                        | 10 de março de 1865                           | Carolina do Norte                                     | D            | Inconclusivo: |
| Batalha de Averasborough                                               | 16 de março de 1865                           | Carolina do Norte                                     | C            | Inconclusivo: As forças da União e os Confederadas atacam umas às outras, por sua vez, ambos os ataques falham. |
| Batalha de Bentonville                                                 | 19 a 21 de março de 1865                      | Carolina do Norte                                     | A            | Vitória da União: William Tecumseh Sherman derrotam os Confederados |
| Batalha de Fort Stedman                                                | 25 de março de 1865                           | Virgínia                                              | A            | Vitória da União: Robert E. Lee tenta quebrar o cerco. |
| Batalha de Spanish Fort                                                | 27 de março a 8 de abril de 1865              | Alabama                                               | B            | Vitória da União: As forças da União capturam forte ao leste de Mobile, Alabama. |
| Batalha de Lewis's Farm                                                | 29 de março de 1865                           | Virgínia                                              | C            | Vitória da União: |
| Batalha de White Oak Road                                              | 31 de março de 1865                           | Virgínia                                              | B            | Vitória da União: As forças confederadas sob Richard Heron Anderson são derrotadas. |
| Batalha de Dinwiddie Court House                                       | 31 de março de 1865                           | Virgínia                                              | C            | Vitória Confederada: George Pickett derrota Philip Sheridan. |
| Batalha de Five Forks                                                  | 1 de abril de 1865                            | Virgínia                                              | A            | Vitória da União: |
| Batalha de Selma                                                       | 2 de abril de 1865                            | Alabama                                               | B            | Vitória da União: James H. Wilson derrota Nathan Bedford Forrest. |
| Terceira Batalha de Petersburg                                         | 2 de abril de 1865                            | Virgínia                                              | A            | Vitória da União: Ulysses S. Grant derrota Robert E. Lee. |
| Batalha de Sutherland's Station                                        | 2 de abril de 1865                            | Virgínia                                              | C            | Vitória da União: Linhas de abastecimento de Robert E. Lee são cortadas. |
| Batalha de Namozine Church                                             | 3 de abril de 1865                            | Virgínia                                              | D            | Vitória Confederada: Vários Confederados capturados, o irmão de George Armstrong Custer ganha Medalha de Honra. |
| Batalha de Amelia Springs                                              | 5 de abril de 1865                            | Virgínia                                              | C            | Inconclusivo: |
| Batalha de Rice's Station                                              | 6 de abril de 1865                            | Virgínia                                              | D            | Vitória da União: |
| Batalha de Sayler's Creek (ou Sailor's Creek)                          | 6 de abril de 1865                            | Virgínia                                              | B            | Vitória da União: Robert E. Lee percebe que seu exército está à beira da derrota. |
| Batalha de High Bridge                                                 | 6 a 7 de abril de 1865                        | Virgínia                                              | C            | Inconclusivo: As forças da União frustram as tentativas de Robert E. Lee de queimar pontes e reabastecer. Ulysses S. Grant propõe que Lee se renda, mas ele se recusa. |
| Batalha de Cumberland Church                                           | 7 de abril de 1865                            | Virgínia                                              | C            | Vitória Confederada: As forças da União atacam a retaguarda Confederada, mas a escuridão interrompe o ataque. |
| Batalha de Appomattox Station                                          | 8 de abril de 1865                            | Virgínia                                              | B            | Vitória da União: As forças da União frustram a tentativa final de Robert E. Lee de reabastecer. |
| Batalha de Appomattox Court House                                      | 9 de abril de 1865                            | Virgínia                                              | A            | Vitória da União: As forças de Robert E. Lee são cercadas. Ele se rende posteriormente. |
| Batalha de Fort Blakeley                                               | 9 de abril de 1865                            | Alabama                                               | A            | Vitória da União: As forças da União capturam o forte a leste de Mobile, Alabama. |
| Batalha de Palmito Ranch                                               | 12 a 13 de maio de 1865                       | Texas                                                 | D            | Vitória Confederada: Última batalha no Texas durante as fases finais da Guerra Civil. |

## Outras batalhas dos Estados Unidos e dos Estados Confederados da América
Outras batalhas e escaramuças de guerras não-indígenas não classificadas pela CWSAC.
| Batalha                                    | Data                                 | Estado                                                | Resultado |
| ------------------------------------------ | ------------------------------------ | ----------------------------------------------------- | --- |
| Batalha de Gloucester Point                | 7 de maio de 1861                    | Virgínia                                              | Inconclusivo: Primeira troca de tiros entre a Marinha da União e as forças rebeldes organizadas após a rendição do Forte Sumter.                                                                                                   |
| Batalha de Pig Point                       | 5 de junho de 1861                   | Virgínia                                              | Vitória Confederada: A disputa inicial entre a canhoneira da União USS Harriet Lane e uma companhia de defesa da Estados Confederados da América em Pig Point em Portsmouth, Virgínia, perto de Hampton Roads, Virgínia.           |
| Batalha de Cole Camp                       | 19 de junho de 1861                  | Missouri                                              | Vitória Confederada: A Guarda Estadual do Missouri Pró-Confederado derrotou a Guarda Estadual do Missouri Pró-União em Cole Camp, Missouri.                                                                                        |
| Batalha de Mathias Point                   | 27 de junho de 1861                  | Virgínia                                              | Vitória Confederada: Os Confederados repelem o ataque da União e matam o comandante James H. Ward, da Flotilha do Potomac, o primeiro oficial da Marinha da União morto durante a Guerra Civil.                                    |
| Batalha de Corrick's Ford                  | 13 de julho de 1861                  | Virgínia Ocidental (Virgínia naquele tempo)           | Vitória da União: O general-de-brigada Confederado Robert S. Garnett é o primeiro general morto na Guerra Civil. |
| Primeira Batalha de Mesilla                | 25 de julho de 1861                  | Novo México (Território do Novo México naquele tempo) | Vitória Confederada: A vitória Confederada assegura a parte sul do Território do Novo México para os Estados Confederados da América.                                                                                              |
| Batalha de Athens                          | 5 de agosto de 1861                  | Missouri / Iowa                                       | Vitória da União: Vitória da União em pequenas escaramuças na fronteira entre Iowa e Missouri. |
| Batalha de Charleston (Missouri)           | 19 de agosto de 1861                 | Missouri                                              | Vitória da União: As forças da União destroem o campo Confederado. |
| Batalha de Canada Alamosa                  | 24 a 25 de setembro de 1861          | Novo México (Território do Novo México naquele tempo) | Vitória Confederada: Uma das várias escaramuças de cavalaria no Território Confederado do Arizona, perto da fronteira com o Território do Novo México da União.                                                                    |
| Batalha de Cockle Creek                    | 5 de outubro de 1861                 | Virgínia                                              | Vitória da União: |
| Batalha de Head of Passes                  | 12 de outubro de 1861                | Luisiana                                              | Vitória Confederada: As forças navais se enfrentam na foz do rio Mississippi. |
| Batalha de Port Royal                      | 7 de novembro de 1861                | Carolina do Sul                                       | Vitória da União: A frota da União sob Samuel Francis Du Pont capturam os fortes Confederados em Hilton Head Island, Carolina do Sul.                                                                                              |
| Escaramuça de Blackwater Creek             | 19 de dezembro de 1861               | Missouri                                              | Vitória da União: As forças da União sob o general John Pope capturam um novo recruta da Guarda Estadual do Missouri. |
| Batalha de Elizabeth City                  | 10 de fevereiro de 1862              | Carolina do Norte                                     | Vitória da União: Destruição da Frota Mosquito. |
| Batalha de Stanwix Station                 | 30 de março de 1862                  | Arizona (Território do Novo México naquele tempo)     | Vitória da União: A escaramuça mais ocidental da guerra. |
| Batalha de Peralta                         | 14 de abril de 1862                  | Novo México (Território do Novo México naquele tempo) | Vitória da União: As forças da União derrotam os 5.° Texas Mounted Volunteers. |
| Batalha de Picacho Pass                    | 15 de abril de 1862                  | Arizona (Território do Novo México naquele tempo)     | Vitória Confederada: Piquetes Confederados derrotam a patrulha da cavalaria da União. |
| Batalha de Whitney's Lane                  | 19 de maio de 1862                   | Arkansas                                              | Vitória da União: A campanha da União em direção a Little Rock, Arkansas, foi interrompida. |
| Captura de Tucson                          | 20 de maio de 1862                   | Arizona (Território do Novo México naquele tempo)     | Vitória da União: Uma força de 2.000 homens da União tomou a cidade defendida por 10 milicianos de Tucson sem dar um tiro. |
| Primeira Batalha de Pocotaligo             | 29 de maio de 1862                   | Carolina do Sul                                       | Vitória da União: Objetivo da missão cumprido, ponte da Ferrovia de Charleston e Savannah foi danificada. |
| Batalha de Compton's Ferry                 | 11 de agosto de 1862                 | Missouri                                              | Vitória da União: |
| Batalha de Charleston                      | 13 de setembro de 1862               | Virgínia Ocidental (Virgínia naquele tempo)           | Vitória Confederada: Tropas Confederadas ocupam Charleston durante a ofensiva do Vale de Kanawha. |
| Batalha de Crampton's Gap                  | 14 de setembro de 1862               | Maryland                                              | Vitória da União: A União quebrou a linha Confederada e atravessou a brecha. Os Confederados foram estrategicamente bem-sucedidos em impedir o avanço da União e proteger a retaguarda de suas forças envolvidas na Harpers Ferry. |
| Segunda Batalha de Pocotaligo              | 22 de outubro de 1862                | Carolina do Sul                                       | Vitória Confederada: As tropas da União repeliram após danificar minimamente a ferrovia Charleston & Savannah. |
| Escaramuça de Island Mound                 | 27 a 29 de outubro de 1862           | Missouri                                              | Vitória da União: |
| Expedição de Yazoo Pass                    | 3 de fevereiro a 12 de abril de 1863 | Mississippi                                           | Vitória Confederada: A manobra de flanqueamento elaborada da União é frustrada pelos Confederados em Fort Pemberton durante a Campanha de Vicksburg.                                                                               |
| Batalha de Crooked Creek                   | 30 de abril de 1863                  | Alabama                                               | Nathan Bedford Forrest e o coronel da União Abel Streight lutam contra a cavalaria por várias horas. |
| Batalha de Portland Harbor                 | 27 de junho de 1863                  | Maine                                                 | Vitória da União: Batalha naval. |
| Escaramuça de Sporting Hill                | 30 de junho de 1863                  | Pensilvânia                                           | Inconclusivo: Pequenas escaramuças durante a Campanha de Gettysburg foram o envolvimento mais ao norte do exército de Robert E. Lee, no norte da Virgínia, durante a Guerra Civil.                                                 |
| Batalha de Carlisle                        | 1 de julho de 1863                   | Pensilvânia                                           | Inconclusivo: Pequena, mas estrategicamente importante escaramuça durante a Campanha de Gettysburg. |
| Batalha de Hunterstown                     | 2 de julho de 1863                   | Pensilvânia                                           | Inconclusivo: Menor envolvimento da cavalaria durante a Campanha de Gettysburg. |
| Batalha de Fairfield                       | 3 de julho de 1863                   | Pensilvânia                                           | Vitória Confederada: O envolvimento da cavalaria durante a Campanha de Gettysburg garantiu a importante Hagerstown Road. |
| Expedição de Jackson                       | 5 a 25 de julho de 1863              | Mississippi                                           | Vitória da União: As forças do general William Tecumseh Sherman liberam o esforço de socorro do general Joseph E. Johnston da área de Vicksburg.                                                                                   |
| Batalha de Funkstown                       | 10 de julho de 1863                  | Maryland                                              | Inconclusivo: Ação durante o recuo de Robert E. Lee para a Virgínia após a Batalha de Gettysburg. |
| Motins em Nova Iorque                      | 13 a 16 de julho de 1863             | Nova Iorque                                           | – |
| Batalha de Bayou Meto (ou Reed's Bridge)   | 27 de agosto de 1863                 | Arkansas                                              | Vitória Confederada: As forças confederadas atrasam o avanço da União em Little Rock, Arkansas. |
| Batalha de Bayou Bourbeux                  | 3 de novembro de 1863                | Luisiana                                              | Vitória Confederada: As tropas do Distrito Confederado da Luisiana Ocidental atacam a retaguarda isolada durante a retirada da União de Opelousas.                                                                                 |
| Batalha de Laredo                          | 18 de março de 1864                  | Texas                                                 | Vitória Confederada: Forças da União são enviadas para destruir 5.000 fardos de algodão. |
| Batalha de Salyersville                    | 13 a 14 de abril de 1864             | Kentucky                                              | Vitória da União: Os Confederados foram levados a Salyersville com pesadas perdas. |
| Batalha de Calcasieu Pass                  | 6 de maio de 1864                    | Luisiana                                              | Vitória Confederada: Os Confederados capturam duas canhoneiras da União. |
| Batalha de Cherbourg                       | 19 de junho de 1864                  | (Batalha naval) Cherbourg, França                     | Vitória da União: USS Kearsarge afunda o CSS Alabama |
| Batalha de Camden Point                    | 13 de julho de 1864                  | Missouri                                              | Vitória da União: |
| Batalha de Brown's Mill                    | 30 de julho de 1864                  | Geórgia                                               | Vitória Confederada: Engajamento da cavalaria durante a Campanha de Atlanta. |
| Batalha de Fort Smith                      | 31 de julho de 1864                  | Arkansas                                              | Vitória da União: Tropas da União mantêm o controle do oeste do Arkansas. |
| Batalha de Gainesville                     | 17 de agosto de 1864                 | Flórida                                               | Vitória Confederada: |
| Batalha de Sulphur Creek Trestle           | 23 a 25 de setembro de 1864          | Alabama                                               | Vitória Confederada: Incursão para interromper a linha de suprimentos de William Tecumseh Sherman. |
| Batalha de Marianna                        | 27 de setembro de 1864               | Flórida                                               | Vitória da União: Invasão da cavalaria em Panhandle da Flórida. |
| Incursão de St. Albans                     | 19 de outubro de 1864                | Vermont                                               | Vitória Confederada: Ação terrestre mais setentrional da Guerra Civil Americana. |
| Batalha de Anthony's Hill (ou King's Hill) | 24 de dezembro de 1864               | Tennessee                                             | Vitória Confederada: Nathan Bedford Forrest rechaça os perseguidores da União após a Batalha de Nashville. |
| Batalha de Broxton Bridge                  | 2 de fevereiro de 1865               | Carolina do Sul                                       | – |
| Batalha de Aiken                           | 11 de fevereiro de 1865              | Carolina do Sul                                       | Vitória Confederada: Ação de cavalaria entre o major-general da União Hugh Judson Kilpatrick e o major-general Confederado Joseph Wheeler.                                                                                         |
| Batalha de Fort Myers                      | 20 de fevereiro de 1865              | Flórida                                               | Vitória da União: Batalha terrestre mais ao sul da guerra. |
| Batalha de Morrisville                     | 13 a 15 de abril de 1865             | Carolina do Norte                                     | Vitória da União: Última batalha de cavalaria da guerra. |
| Batalha de West Point                      | 16 de abril de 1865                  | Geórgia                                               | Vitória da União: Durante a fase final da Guerra Civil Americana. |
| Batalha de Columbus (ou Girard)            | 16 de abril de 1865                  | Geórgia                                               | Vitória da União: Durante a fase final da guerra. |
| Batalha de Anderson                        | 1 de maio de 1865                    | Carolina do Sul                                       | Inconclusivo: |

## Outras batalhas nas Guerras Indígenas nos Estados Unidos
Outras batalhas e escaramuças, não classificadas pela CWSAC, das Guerras Indígenas nos Estados Unidos entre as forças dos Estados Unidos ou dos Estados Confederados da América e as forças Apaches, Arapaho, Cheyennes, Comanches, Dakotas, Kiowa, Navajos e Shoshone que ocorreram durante a Guerra Civil Americana, incluindo: as Guerras Apache, Guerra do Colorado, Guerra de Dakota de 1862, Guerras Navajo e Guerras Texas-Indígenas.
| Batalha                             | Data                       | Estado                                            | Resultado |
| ----------------------------------- | -------------------------- | ------------------------------------------------- | --- |
| Cerco de Tubac                      | agosto de 1861             | Arizona (Território do Novo México naquele tempo) | Vitória Apache: Milícias e habitantes da cidade Confederada fogem para Tubac, Arizona.                                                                              |
| Primeira Batalha de Dragoon Springs | 5 de maio de 1862          | Arizona (Território do Novo México naquele tempo) | Vitória Apache: |
| Segunda Batalha de Dragoon Springs  | 9 de maio de 1862          | Arizona (Território do Novo México naquele tempo) | Vitória Confederada: Gado recapturado. |
| Batalha de Apache Pass              | 15 a 16 de julho de 1862   | Arizona (Território do Novo México naquele tempo) | Guerras Apache: Os soldados da União lutam com os guerreiros Apaches.                                                                                               |
| Batalhas de New Ulm                 | 19 e 23 de agosto de 1862  | Minnesota                                         | Guerra de Dakota de 1862: Duas batalhas na Guerra de Dakota de 1862:.                                                                                               |
| Batalha de Birch Coulee             | 2 de setembro de 1862      | Minnesota                                         | Guerra de Dakota de 1862: Pior derrota das forças da União durante a Guerra de Dakota de 1862:.                                                                     |
| Massacre de Bear River              | 29 de janeiro de 1863      | Idaho (Território de Washington naquele tempo)    | Também conhecida como Batalha de Bear River. Resultou na dispersão de várias bandos de Shoshoni e acabou com o controle de Shoshoni no norte do Território de Utah. |
| Batalha de Canyon de Chelly         | 12 a 14 de janeiro de 1864 | Arizona (Território de Arizona naquele tempo)     | Vitória da União: |
| Primeira Batalha de Adobe Walls     | 25 de novembro de 1864     | Texas                                             | Guerras Texas-Indígenas: Kit Carson luta contra as forças de Kiowa, mas consegue destruir seu acordo.                                                               |
| Batalha de Dove Creek               | 8 de janeiro de 1865       | Texas                                             | Vitória Kickapoo: As tropas da Milícia do Estado do Texas e os Confederados são derrotadas pelos indígenas Kickapoo.                                                |
| Batalha de Fort Buchanan            | 17 de fevereiro de 1865    | Arizona (Território de Arizona naquele tempo)     | Vitória Apache: Fort Buchanan é destruído. |

## Engajamentos de tropas
Este é um resumo cronológico e registro de todos os engajamentos entre as tropas da União e dos Confederados, mostrando o total de perdas e baixas em cada engajamento. Foi coligido e compilado a partir dos Registros Oficiais do Departamento de Guerra dos Estados Unidos.
Este resumo foi dividido por ano:
- 1861
- 1862
- 1863
- 1864
- 1865